# Le Zemstvo déjeune
Le Zemstvo déjeune (en russe : Земство обедает) est un tableau du peintre russe Grigori Miassoïedov (1834—1911), terminé en 1872. Il est conservé à la Galerie Tretiakov, à Moscou (inventaire no 639). Ses dimensions sont de 74 × 125 cm (selon d'autres données de 75 × 125,5 cm). La toile représente des paysans de l'ouïezd à l'entrée d'une réunion du Zemstvo : leur déjeuner se compose seulement de pain avec des oignons, tandis que la partie noble ou nantie du Zemstvo dîne dans la pièce au-dessus d'eux, dont on ne voit que la fenêtre ouverte. D'autres titres sont attribués à ce tableau : Assemblée de l'ouïezd du Zemstvo à l'heure du déjeuner ou encore Déjeuner du Zemstvo,, ou, en français, à l'exposition de Paris en 1878 : Intervalle d'une séance du Zemstvo.
Le tableau Le Zemstvo déjeune, sur lequel Miassoïedov a travaillé durant les années 1871-1872, a été présenté lors de la 2e exposition des Ambulants qui s'est tenue à Saint-Pétersbourg en décembre 1872,. Le travail de Miassoïedov a fait bonne impression et on en parle comme d'une toile parmi les plus belles et les plus significatives sur un thème d'actualité. En 1873, la toile est acquise à son auteur par Pavel Tretiakov, qui demande des retouches à l'artiste en 1876. En 1878, la toile Le Zemstvo déjeune est présentée lors de l'exposition russe à l'Exposition universelle de 1878 à Paris,.
Le critique Vladimir Stassov appelait le Zemstvo déjeune l'une des œuvres les plus importantes de Miassoïedov, une composition vraiment moderne, dans laquelle on trouvait également une touche d'indignation et de satire. La critique d'art Irina Chouvalova écrivait que Le Zemstvo déjeune était la plus haute réalisation parmi les œuvres de Miassoïedov, la plus importante, la plus significative. Elle représente un jalon essentiel dans son œuvre, et avec des œuvres des années 1870 d'autres artistes, comme Les Bateliers de la Volga d'Ilia Répine et Travaux de réparation sur une ligne de chemin de fer de Constantin Savitski, elle a marqué une nouvelle étape dans le développement de la peinture russe de genre réaliste.

## Histoire

### Avant la réalisation du tableau et le travail sur celui-ci

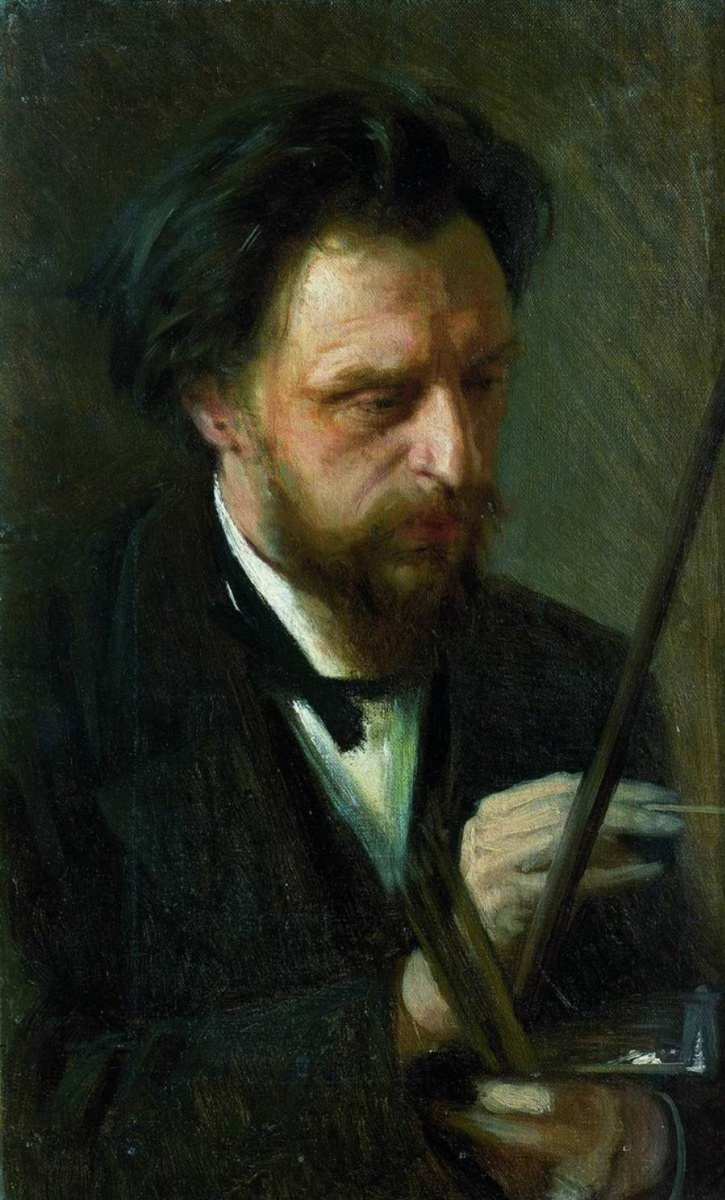
Ivan Kramskoï, Portrait de G Miassoïedov (1872), Galerie Tretiakov.

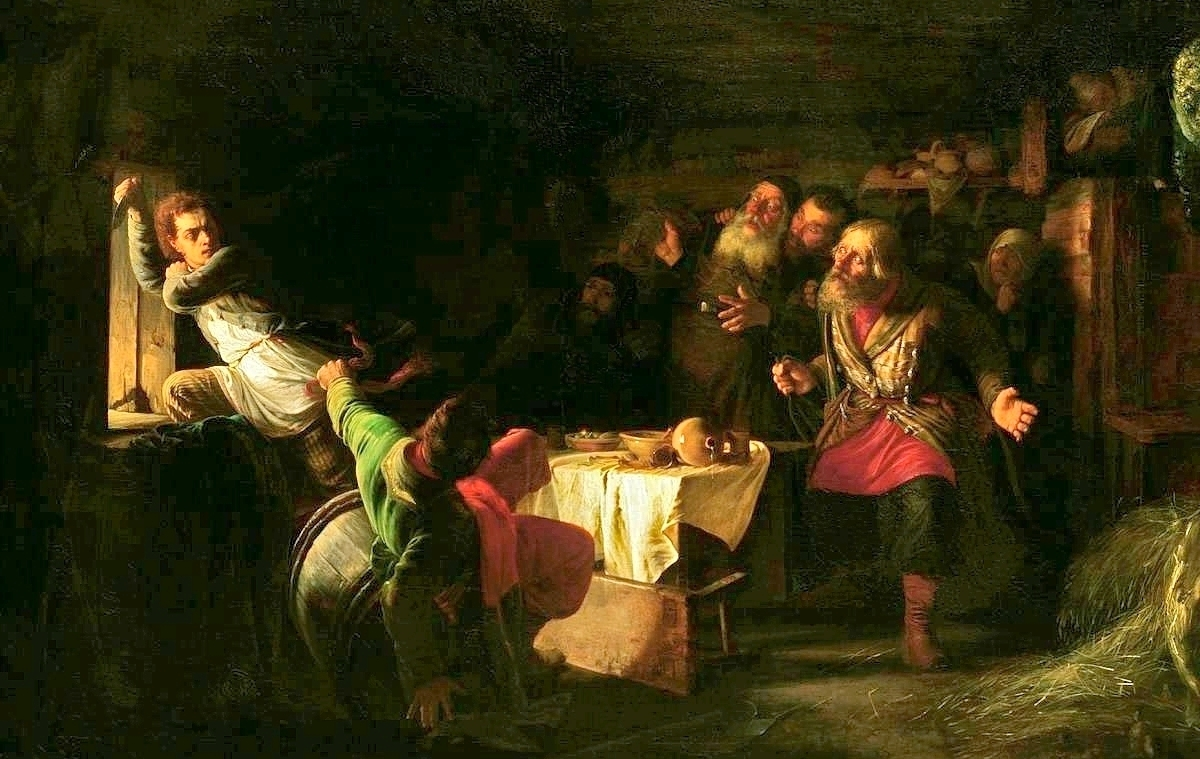
Fuite de Grégori Otrepiev (Faux Dimitri) d'une auberge à la frontière lituanienne, toile de Miassoïedov de 1862, médaille d'or de l'Académie.

Dans les années 1853 à 1862, Grigori Miassoïedov étudie à l'Académie russe des Beaux-Arts, en classe de peinture d'histoire, où ses maîtres sont Carl Timoleon von Neff et Alekseï Markov. En 1862, pour sa toile Fuite de Grigori Otrepiev d'une auberge à la frontière lituanienne (conservée aujourd'hui au Musée national Pouchkine), Miassoïedov reçoit la grande médaille d'or de l'Académie des beaux-arts. En même temps que ce prix, il reçoit le titre de Peintre du premier degré et le droit de devenir pensionnaire de l'Académie pour des séjours d'étude à l'étranger,. De 1863 à 1866, le peintre travaille en Italie, en France en Espagne et visite aussi l'Allemagne, la Belgique et la Suisse. En mai 1866, il retourne en Russie puis repart à l'étranger au printemps 1867 ; d'abord à Paris, puis à Florence. En mars 1869, Miassoïedov rentre en Russie pour plusieurs années et travaille à Moscou, Saint-Pétersbourg, dans le gouvernement de Toula, dans ceux de Kharkov et de Poltava, et encore en Crimée ; en 1870, il reçoit le titre d'académicien de peinture historique pour son tableau Zaklinania,. Miassoïedov est l'un des organisateurs des expositions de l'association des Ambulants en 1870. La première se déroule en novembre 1871 à Saint-Pétersbourg (y furent exposés deux tableaux de Miassoïedov : Le grand-père de la flotte russe et Les Baies).

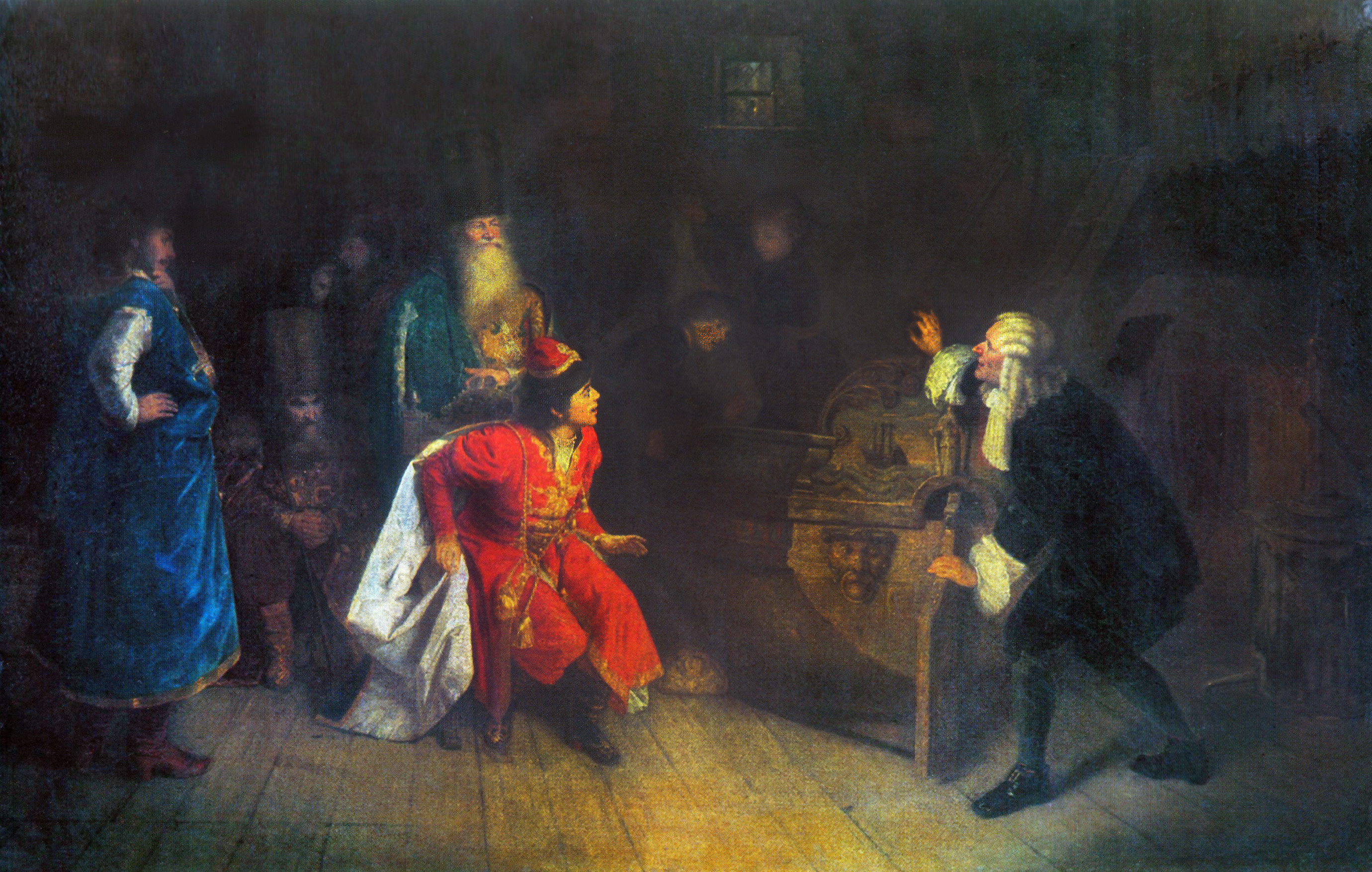
Le Grand-Père de la flotte russe par Miassoïedov : le constructeur hollandais Frans Timmerman explique à Pierre le Grand comment construire des canots, Il date d'avant 1871, et est présenté à l'exposition des Ambulants.

L'artiste a travaillé sur la toile Le Zemstvo déjeune en 1871-1872. Selon ses propres termes, il voulait se rapprocher dans cette toile du quotidien et de la réalité,,. Longtemps, les historiens d'art ont cru que les témoignages et documents permettant d'éclairer la réalisation de cette toile avaient disparu,. Ainsi, dans une monographie publiée en 1971 sur l'œuvre de Miassoïedov, la critique d'art Irina Chouvalova écrivait : « Malheureusement, l'histoire de la création de ce tableau n'est pas connue. Les croquis préparatoires n'ont pas été conservés, il n'existe pas de témoignages écrits d'artistes ou d'amis sur la manière dont s'est déroulée la réalisation du tableau ».
Dans ses publications de la fin des années 2000, début des années 2010, l'historien d'art Khvorostov explique comment il avait réussi à reconstituer certains détails relatifs au travail de Miassoïedov sur ce tableau. Le père de l'artiste, Grigori Andreievitch Miassoïedeov, était un hobereau, dont le domaine était situé dans le village de Pankovo dans le district de Novossilski, Gouvernement de Toula (actuellement appelé District de Novoderevenkovski Oblast d'Orel),. À partir du présupposé que l'artiste lui-même avait été amené à se rendre de temps à autre au centre du district, la ville de Novossil, pour des affaires de son père, Khvorostov s'est adressé au musée des traditions locales de Novossil pour demander si on ne pouvait pas l'aider à identifier le bâtiment représenté sur le tableau Le Zemstvo déjeune. La directrice du musée Maria Andreevna Kaznatcheeva n'a pu que signaler que le Zemstvo du district avait été complètement détruit pendant la guerre, et qu'il avait perdu son aspect primitif après restauration. Par ailleurs, aucune photographie de l'ancien bâtiment n'avait été conservée. Mais des informations complémentaires ont été trouvées dans les témoignages écrits provenant d'un témoin originaire du village de Pankovo, qui avait travaillé dans les bâtiments de l'ancien Zemstvo dans les premières années qui avaient suivi la révolution, une certaine Anani Semionovitch Remniov. En voyant le tableau Le Zemstvo déjeune, Remniov écrit : « Le porche et la façade du bâtiment, l'emplacement des fenêtres me rappellent le bâtiment de l'ancien Zemstvo de Novossil. Miassoïedov l'a vraisemblablement vu et l'a reproduit sur sa toile ».

### Deuxième exposition desAmbulantsde vente de tableaux
La toile a été présentée lors de la deuxième exposition des Ambulants, ouverte le 26 décembre 1872 à Saint-Pétersbourg,. Au début, le tableau a reçu le titre de Assemblée du zemstvo du district à l'heure du déjeuner,,. Le travail de Miassoïedov a plu au public qui a visité l'exposition, et on l'a cité comme « l'un des meilleurs peintres de toiles significatives sur des thèmes modernes ». Le peintre Ivan Kramskoï, dans une lettre à Vassili Perov, rapporte ses impressions sur l'exposition : « Une part de paysage et une part de portraits, un genre brillant, et tout à fait bon. Et la toile de Miassoïedov est très belle ». Il y avait néanmoins des critiques. En particulier dans une étude publiée par la revue Annales de la Patrie, l'écrivain Pavel Kovalevski rend hommage à l'intention de Miassoïedov « de montrer l'attitude des membres du Zemstvo qui, loin d'être comique, est tout à fait particulière », mais il manque quelque chose à ce peintre idéaliste par conviction. Il n'arrive pas à transmettre dans sa simplicité ce petit drame quotidien sans prétention . Comme les tableaux de la deuxième exposition des Ambulants n'avaient pas pu être exposés à Moscou, certains, parmi lesquels Le Zemstvo déjeune, ont été exposés lors de la troisième exposition qui a lieu le 2 avril 1874,.

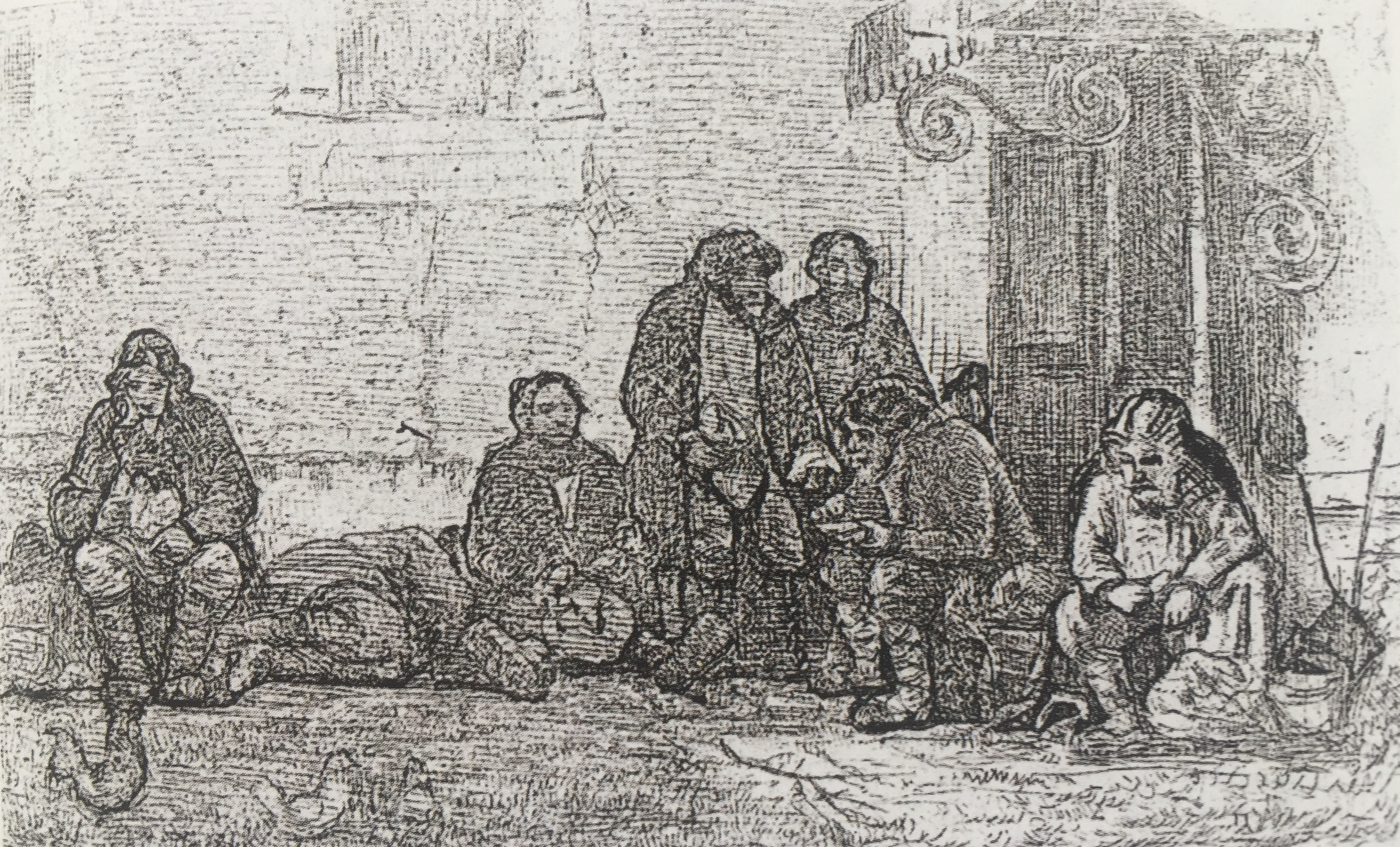
Gravure de la première version du tableau Le Zemstvo déjeune (1873).

Après l'ouverture de la deuxième exposition des Ambulants à Saint-Pétersbourg, Pavel Tretiakov fait part de son intérêt pour l'acquisition du tableau Le Zemstvo déjeune. Dans une lettre adressée à Tretiakov, écrite en janvier 1873, Miassoïedov écrit : « Je suis bien entendu ravi de votre souhait de placer mon tableau dans votre galerie, et, considérant cela comme un honneur d'entrer dans vos collections, je suis prêt à faire des concessions quant au prix que j'ai annoncé à l'Académie et qui était de 1 200 roubles. Mais comme l'Académie ne dit toujours rien de précis et qu'il m'est plus agréable de voir le tableau chez vous plutôt qu'à l'Académie <…>, je suis prêt à descendre jusqu'au prix de 1 000 roubles ». Dans la même lettre, Miassoïedov demande à Tretiakov : « Pourriez-vous avoir l'amabilité, Pavel Mikhaïlovitch, de me communiquer votre intention finale pour que je puisse disposer comme je l'entend sans être influencé par le désir, peut-être vain, de voir ce tableau entrer dans vos collections ? »,.
Pavel Tretiakov poursuit la négociation sur le prix et propose de l'acheter pour 900 roubles. En réponse à cette proposition du 11 janvier 1873, Miassoïedov écrit : « Mon souhait sincère, très honoré Pavel Mikhaïlovitch, est de faire toutes les concessions possibles pour que chacun soit satisfait ; bien que cent roubles représentent beaucoup plus pour moi que pour vous… ». Le peintre a accepté de s'arrêter au prix de 900 roubles mais net, sans en déduire la commission de 5 % soit 45 roubles, que le peintre devait rétrocéder aux Ambulants. Il a dès lors demandé à Tretiakov de payer 945 roubles. Dans la même lettre Miassoïedov écrit : « Je pense, Pavel Mikhaïlovitch, que 45 roubles ne vous arrêteront pas, et j'aurai le plaisir de me voir dans votre galerie ainsi que de voir une étiquette avec les mots Vendu et un souci de moins dans mon esprit ». Les discussions se sont donc terminées par l'achat pour 945 roubles du tableau Le Zemstvo déjeune.

### Finalisation du tableau
Pourtant le tableau ne satisfait pas vraiment Tretiakov, et, en 1876, il exprime le désir de le revendre même à un prix inférieur à celui qu'il avait payé. Préoccupé par ce développement possible, Miassoïedov, qui se trouvait alors à Kharkov, écrit à Tretiakov dans une lettre du 9 décembre 1876 : « Je vous assure, Pavel Mikhaïlovitch, que je suis très content que mon tableau soit chez vous et chez personne d'autre. Je regrette que vous soyez déçu par le Zemstvo… ». Dans une lettre antérieure datée du mois de septembre 1876, Miassoïedov proposait à Tretiakov de lui laisser la toile en dépôt pour 500 roubles pour « couvrir la perte qu'il pourrait subir en revendant le tableau »,.
Finalement, Tretiakov se décide à ne pas revendre le tableau Le Zemstvo déjeune, mais il demande en même temps au peintre de modifier quelque peu la toile dans des détails. Miassoïedov accepte, et, dans sa lettre datée du mois de décembre 1876, il écrit à Tretiakov : « Je suis disposé à faire toutes les corrections dans le tableau Le Zemstvo déjeune, et, si vous avez l'occasion de me l'envoyer, je m'en occuperai… », « Je ferai tout ce que je pourrai pour supprimer les imperfections que vous avez remarquées ». Dans la même lettre, Miassoïedov donne toutes les instructions détaillées pour l'envoi du tableau à Kharkov, demandant « d'enlever le tableau de son cadre de sécurité et de l'envoyer par chemin de fer à la gare, tandis que la quittance doit être envoyée à la banque Voljsko-Kamski, rue de la coopérative à Kharkov », où le peintre vivait à cette époque. Après quelque temps, l'artiste écrit à Tretiakov : « Le tableau que vous m'avez envoyé pour correction m'est bien parvenu, je vais corriger tout ce qu'il est possible de corriger et je vous le renvoie immédiatement »,.

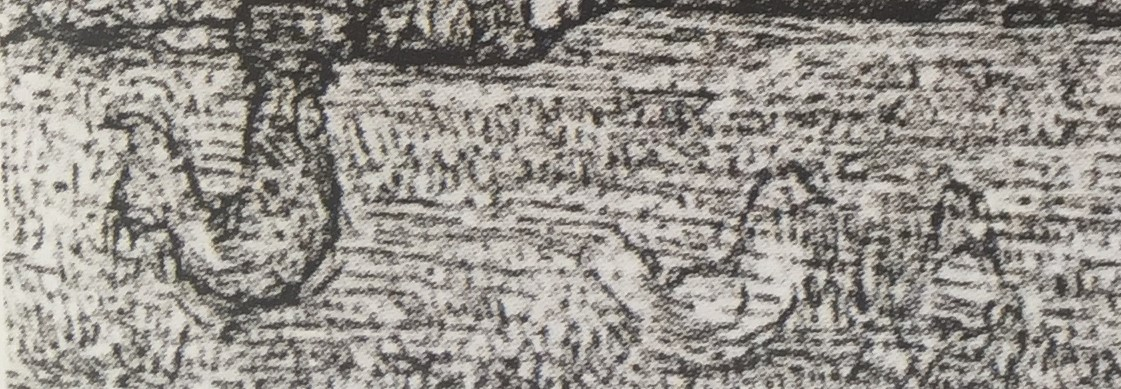
Coq et poules de la première variante.
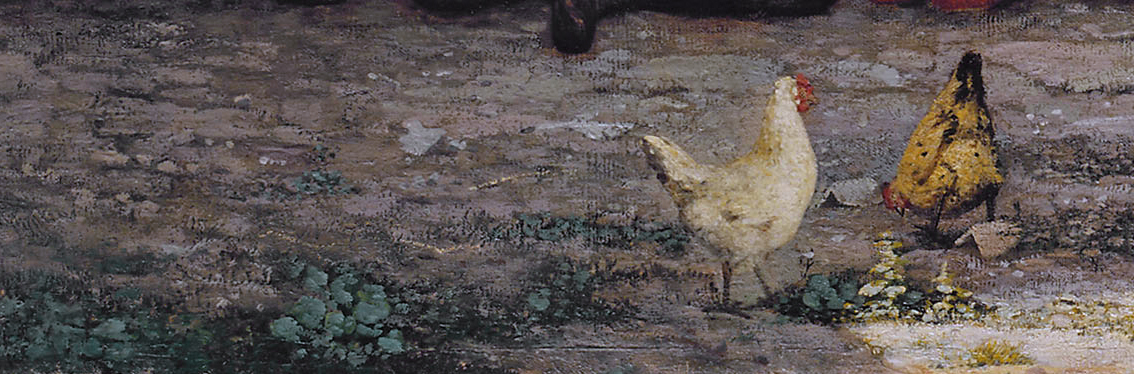
Poules sans le coq de la variante finale.

L'une des remarques exprimées par Tretiakov était que, à son avis, pour une toile au sujet aussi sérieux, la présence du coq et des poules au premier plan du tableau n'était pas tout à fait appropriée. Miassoïedov lui répond : « Je pense que ce ne sont pas les poules qui dérangent, mais aussi quelques autres petits détails que vous ne trouverez vous-même pas superflus non plus ». Selon le peintre, c'était le coq et non les poules qui posait problème dans la première version de sa composition. Selon Anatoli Khvorostov, « l'allure du personnage à l'extrême gauche ne laissait pas de doute sur ses intentions à propos du coq », et cela empêchait les spectateurs de se concentrer sur la compréhension de la signification grave du sujet et de la composition.

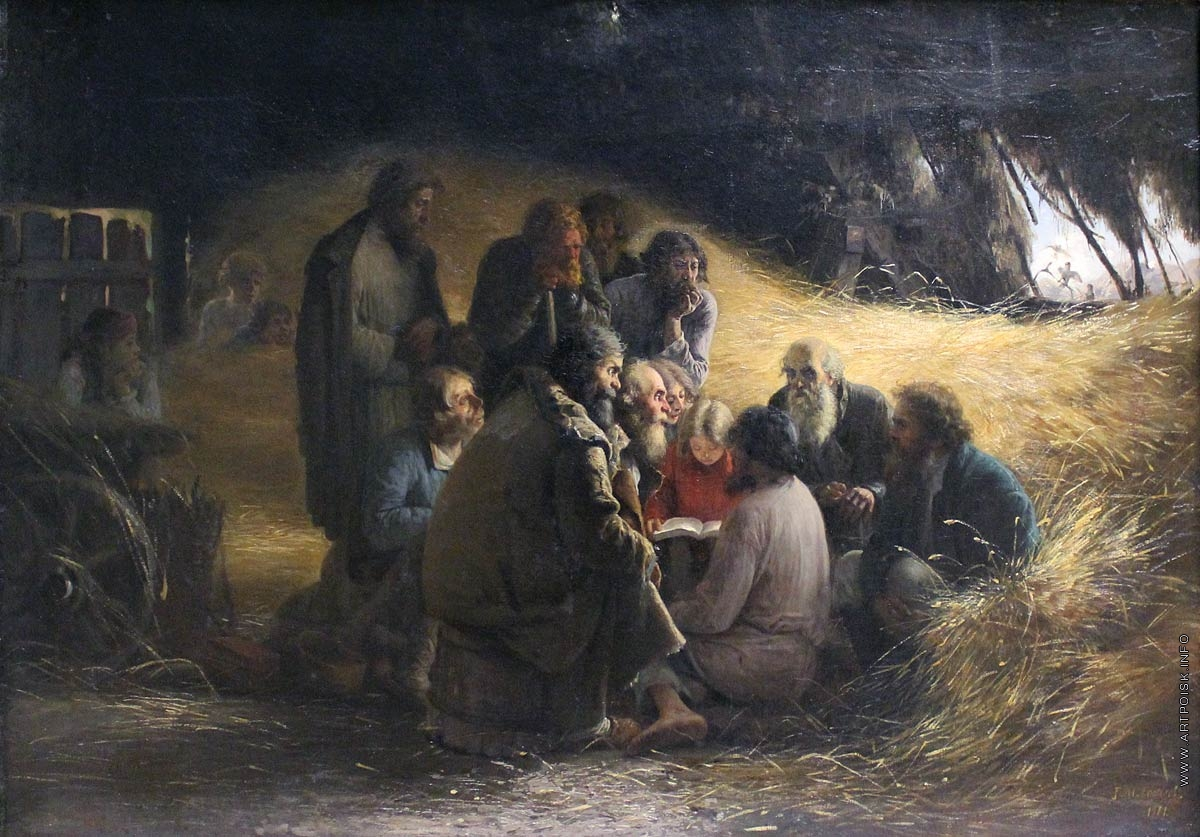
Lecture de la déclaration de 1861 sur l'abolition du servage de 1861 par Miassoïedov, exposé à l'Exposition universelle de 1878 à Paris

Miassoïedov a donc non seulement enlevé le coq se trouvant devant le personnage de gauche, mais a également retouché pratiquement tous les paysans représentés sur la toile, et a apporté quelques changements à la partie supérieure du porche d'entrée. On peut identifier les différences entre la version de 1872 et celle de 1876 en comparant la toile actuelle avec la gravure de la première variante du tableau, publié dans le Catalogue illustré de la deuxième exposition des Ambulants publié à Saint-Pétersbourg en 1873. La version retouchée du tableau a satisfait Pavel Tretiakov, qui l'a conservé dans ses collections,.
En 1878, deux tableaux de Miassoïedov, Le Zemstvo déjeune et Lecture de la déclaration de 1861, ont été exposés à l'Exposition universelle de 1878 à Paris dans le pavillon consacré à l'art russe,. Dans la catalogue parisien de l'exposition, c'est le titre Interruption d'une séance du Zemstvo (Assemblée provinciale) qui est repris en français sous le nom de Miassoïedov.
Selon certaines hypothèses, la toile Le Zemstvo déjeune pourrait avoir suggéré l'intrigue du récit de l'écrivain Vsevolod Garchine La véritable histoire de la réunion du Zemstvo (1876). Ce dernier est proche de l'œuvre de Miassoïedov par sa force de conviction et par la finesse du traitement satirique de la scène.

## Sujet et description

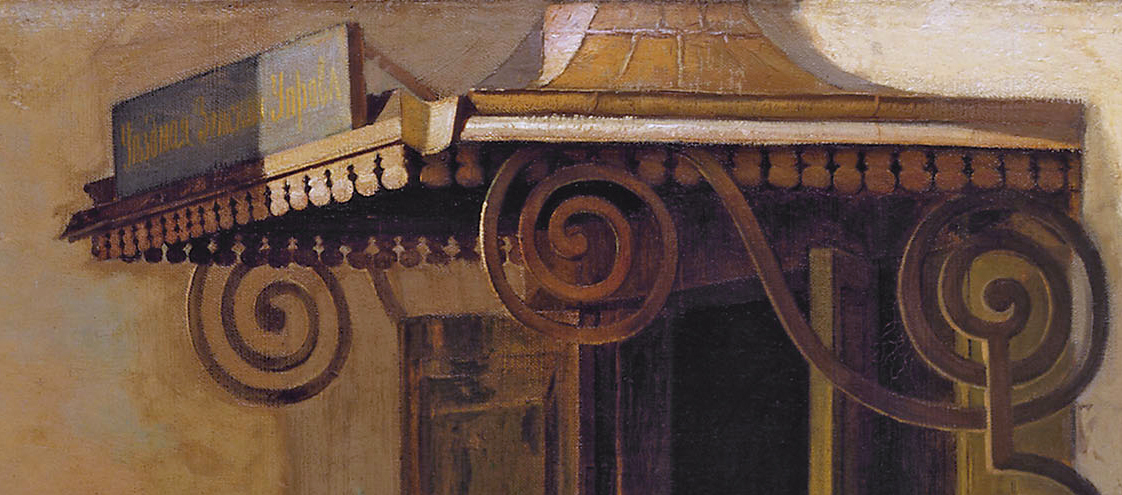
Partie supérieure du porche avec l'inscription Conseil du zemstvo du district (détail du tableau).

L'action du tableau se déroule sur le fond lumineux d'un mur de maison, dont le porche est surmonté de l'inscription Conseil du Zemstvo du district. Le mur est ancien, couvert de fissures et de crevasses dans la plâtre. En dessous de l'encadrement de la fenêtre, à gauche, un enfant a dessiné un bonhomme dans le plâtre. Le soleil brille au milieu d'une journée. Le mur et le porche protègent du soleil des paysans qui se reposent et mâchonnent silencieusement quelques croûtes de pain,. Leur figure est présentée de manière strictement frontale sur une rangée ; il n'y a pas véritablement d'action externe. Il n'en reste pas moins que l'impression première suivant laquelle la toile représente une scène ordinaire de la vie de province est trompeuse. En regardant plus attentivement, on remarque que les paysans, qu'ils soient debout ou assis, ont des visages concentrés, songeurs, renfrognés,.

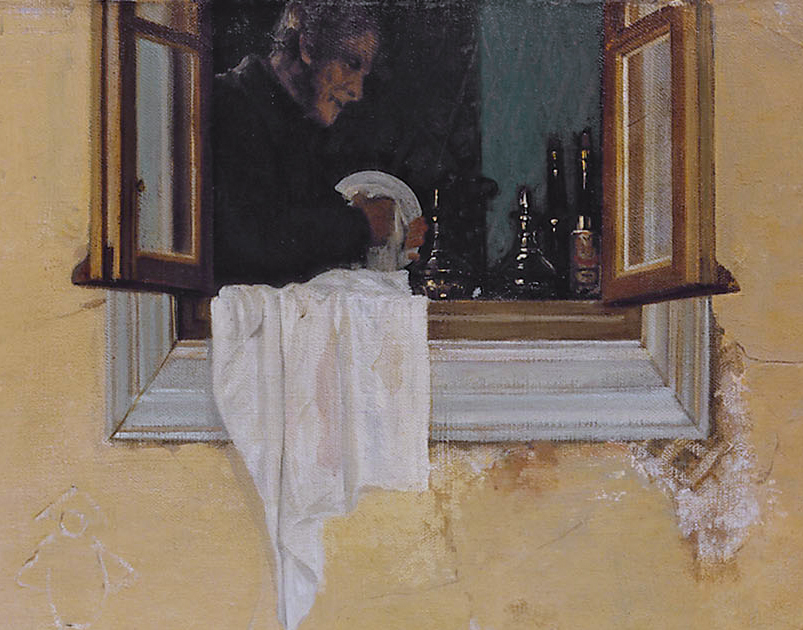
« Serviteur à la fenêtre » (détail du tableau).

À première vue, on peut prendre les paysans pour des promeneurs quémandeurs quelconques, mais ce n'est pas le cas : l'artiste a représenté non des passants ordinaires, mais des membres de la partie paysanne du Zemstvo, venus prendre part à la réunion des moujiks du zemstvo du district et titulaires d'un droit de vote. Ce type de zemstvo a commencé à apparaître dans les provinces et les districts de l'Empire russe après la réforme agraire de 1864. Dans le gouvernement de Toula, par exemple, les zemstvos de districts ont été ouverts en décembre 1865. Les zemstvos ont été autorisés à prendre des décisions et à les faire exécuter dans des matières économiques, culturelles et éducatives. Malgré le fait que les paysans aient eu le droit de choisir leurs représentants aux réunions du Zemstvo, le rôle principal est resté dans les mains des propriétaires terriens. Les représentants de cette fraction plus riche et noble de l'institution ne sont pas représentés sur le tableau. Selon toute vraisemblance, un repas a eu lieu dans le bâtiment du conseil de zemstvo et par la fenêtre ouverte on peut voir un serveur qui essuie des assiettes et une serviette humide qui a été utilisée à cette fin. Sur l'appui de fenêtre intérieur sont déposées une série de bouteilles et carafes de vin qui semblent encore remplies,,. Avec cet exemple de la participation des propriétaires fonciers et des paysans aux réunions du zemstvo, le peintre montre la différence de fait existant entre les différents groupes constitutifs de ces assemblées. Il évite ainsi la nécessité de faire des déclarations moralisatrices gênantes et invite ceux qui regardent son tableau à tirer eux-mêmes les conclusions sur base de la seule scène représentée.

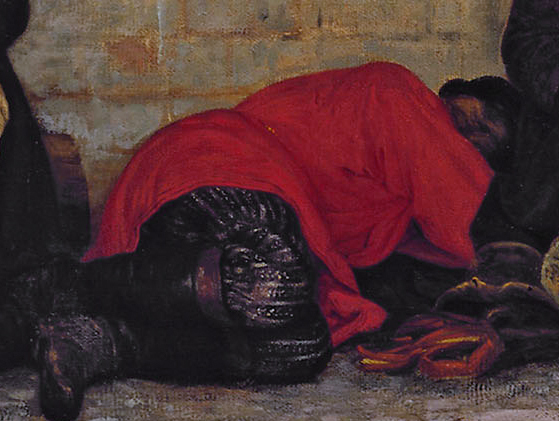
« Paysan dormant » (détail du tableau du zemstvo).

Parmi les représentants paysans du Zemstvo, le portrait le plus évident, le plus expressif, est celui du personnage à l'extrême droite, aux cheveux blonds, assis en dessous du toit du porche. Il réfléchit profondément, serrant machinalement un morceau de pain dans la main droite. Son corps est légèrement penché vers l'avant et éclairé par le soleil. Une partie de son visage est également éclairée, tandis que l'autre reste dans l'ombre : ceci permet au peintre d'accentuer par ce contraste lumineux l'expression émotionnelle de la figure. Cette technique est peut-être utilisée par Miassoïedov pour faire ressortir le doute et les interrogations qui travaillent le paysan. Selon le critique Anatoli Khvorostov : « la lumière ici est gagnante contre l'ombre » ; « il semble que dans un instant la paysan va se lever, redresser ses épaules, puis marcher vers le soleil, vers la lumière en entraînant ses camarades ». Selon Irina Chouvalova, on peut voir dans la figure de ce paysans « à la fois l'amour-propre blessé, la force morale et la noblesse de ses sentiments ». Quelques années plus tard, Miassoïedov utilisera une image semblable dans son étude « Les Paysans faucheurs » (huile sur carton, 37 × 17 cm, Galerie Tretiakov, (inventaire n° 21969)), dont le tableau final s’appellera Le Temps des moissons. Les Faucheurs (1887, Musée russe). Bien que les deux œuvres soient exécutées dans la même gamme de couleur, elles diffèrent en ce que le paysan assis est plongé dans une profonde réflexion, tandis que le faucheur est représenté plein de force et d'énergie et en pleine action.

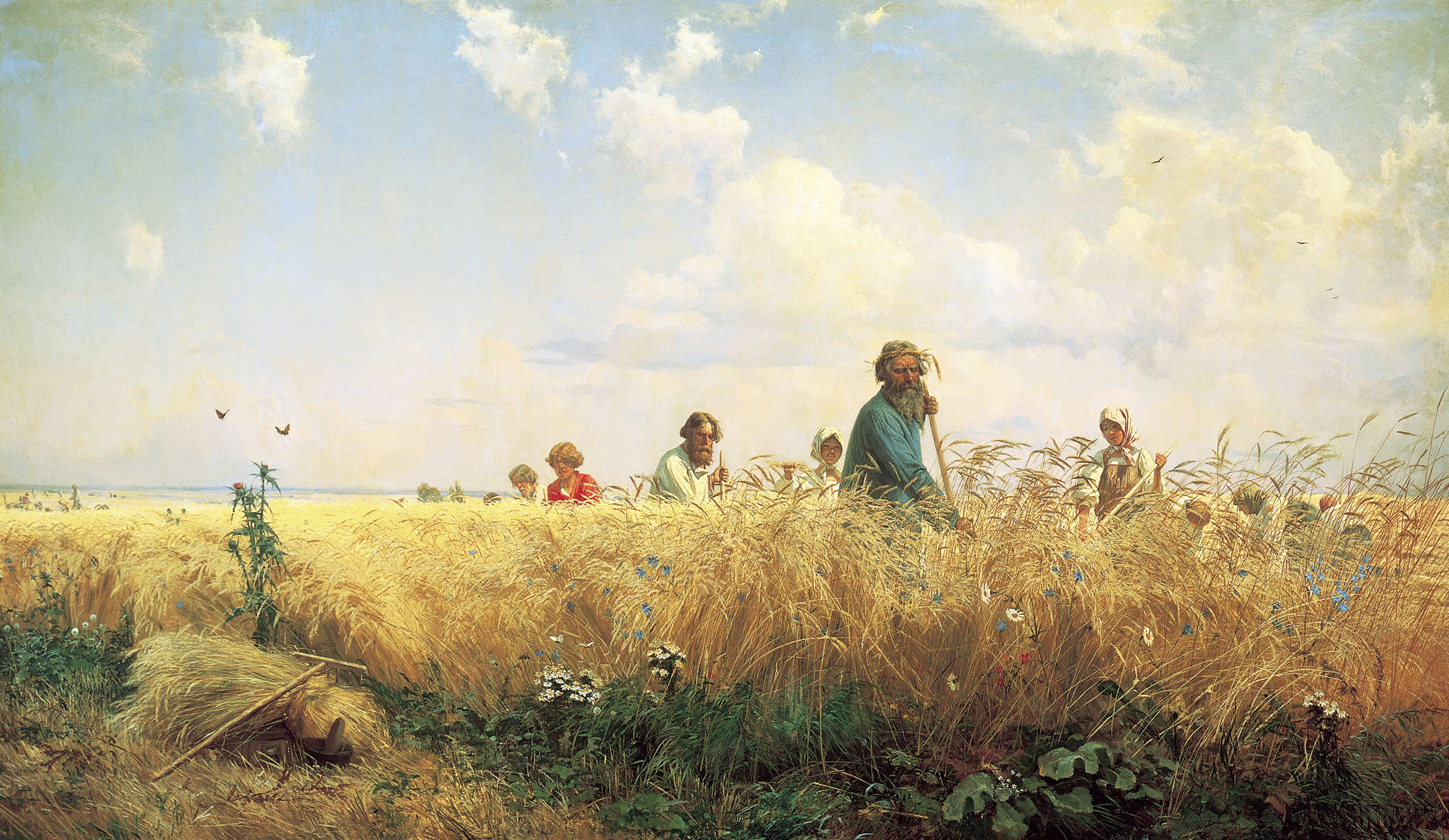
Le Temps des moissons. Les Faucheurs, tableau de Miassoïedov (1887).

Un autre homme, également assis sous le toit du porche, réfléchit tristement en saupoudrant son pain de sel. C'est le paysan debout près de lui qui lui en présente, dans un geste amical, et avec une expression aimable du visage montrant son intention de faire plaisir à son camarade. L'attention que le peintre porte aux détails se remarque ici dans les mains serrées saupoudrant délicatement le pain, et dans les deux chiffons dans lequel le sel est enveloppé. À côté de ces deux paysans, un vieil homme, dont le regard est plein d'amertume, est appuyé sur un grand bâton. C'est une des figures les plus frappantes de la toile : sur son corps voûté qu'il doit soutenir avec un bâton et sur son visage vieilli par les rides se lit l'histoire simple et amère de sa vie. Au centre du tableau, sous la fenêtre ouverte, est représenté un paysan de bonne humeur au regard vif et rusé qui tient dans la main un bouquet de jeunes cébettes. Il écoute ce qui se passe dans la pièce au-dessus de lui, et peut-être entend-il le bruit de la vaisselle que l'on nettoie. À sa gauche est couché un paysan portant une belle chemise rouge. Ses vêtements semblent neufs, en tout cas plus récents que ceux des autres, et il est peut-être plus jeune que les autres. Il dort, la tête posée sur sa besace, son visage n'est pas visible. L'image du paysan assis à l'extrême gauche de la toile, sa posture, son regard et l'inclinaison de la tête, et aussi la profondeur de son regard répondent à celles du paysan aux cheveux blonds assis en dessous du toit du porche, habillé de bleu de l'autre côté du tableau. Selon Irina Chouvalova, « leurs figures similaires et disposées symétriquement sur la toile aux deux extrémités du groupe central, donnent à la composition sa consistance et son achèvement ». L'historien d'art Mikhaïl Alpatov note également que « les deux figures aux extrémités du groupe sont délibérément installées de manière strictement frontale, afin de donner à la scène la monumentalité recherchée ».

Les différents portraits des paysans
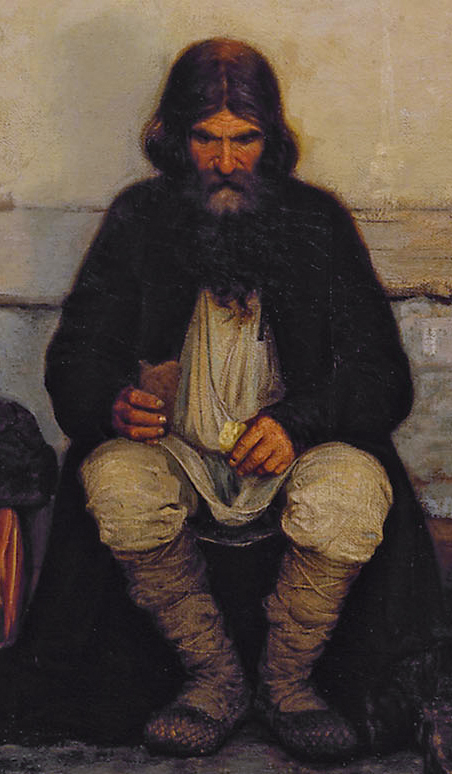
paysans à gauche
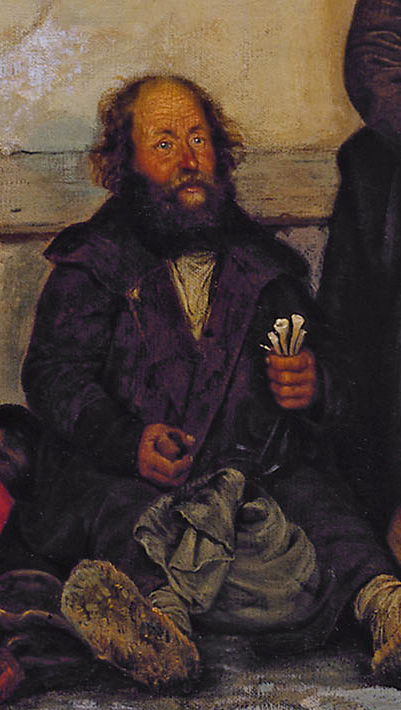
paysan au centre
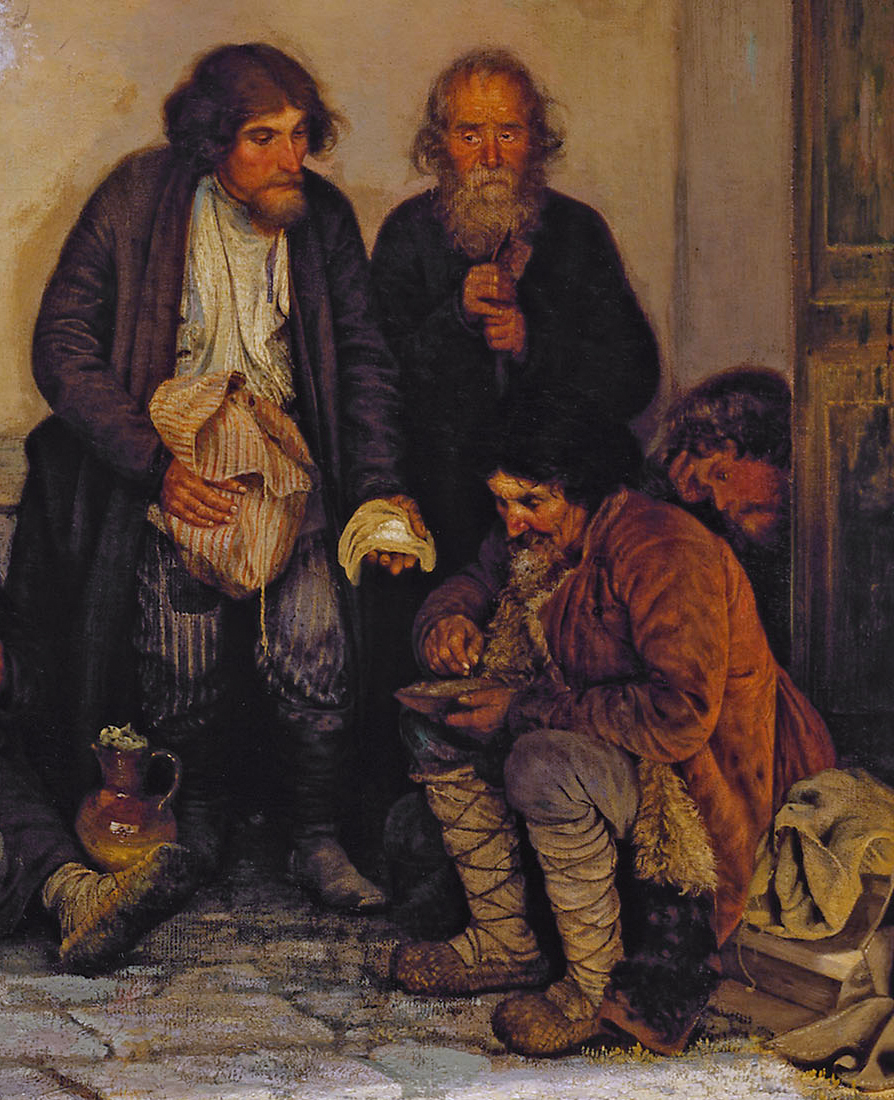
groupe de paysans sous le porche
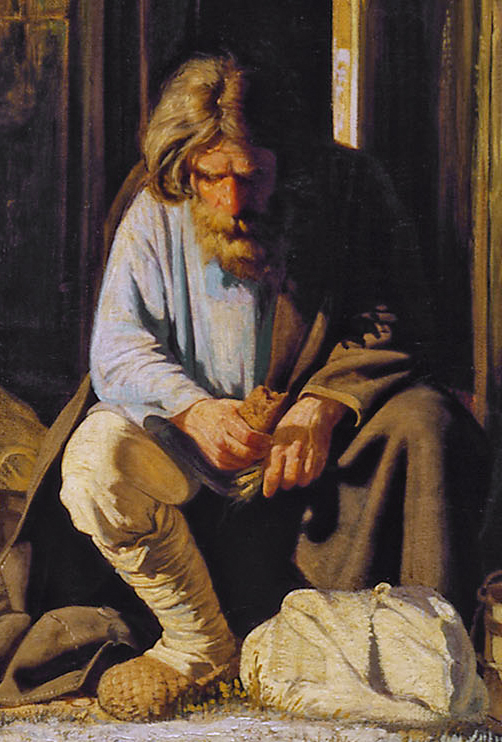
paysan à droite

Pour choisir la composition picturale de sa toile, Miassoïedov refuse d'adopter les techniques classiques de mise en scène, d'aménagement de l'espace et de positionnement des personnages ; selon la critique d'art Natalia Massalina, il prend une partie de ce qu'il voit vivre en se limitant à l'encadrement. L'espace dans l'image s'écoule librement à droite, à gauche et en hauteur, et est seulement limité vers l'arrière par le mur de la maison. Les figures des paysans, accolées au mur, prennent une expressivité particulière et attirent l'attention du spectateur. L'ombre située à gauche du mur et les taches de soleil sur le côté droit repoussent l'ensemble de la scène en profondeur et lui donnent un effet naturel et plus léger. La composition de la toile est statique, mais les dispositions des paysans, dans l'alignement les uns des autres, sont liées entre elles psychologiquement.

## Appréciation et critique
Le critique d'art Vladimir Stassov, dans un article intitulé Vingt-cinq ans d'art russe publié en 1883, considérait la toile Le Zemstvo déjeune comme l'un des tableaux les plus importants de la production de Miassoïedov et aussi comme un véritable peinture de groupe moderne. Selon Stassov, il y a dans cette toile un ton d'indignation et de satire. Pour décrire le tableau, il parle de paysans habillés de frocs de bure et de guenilles, qui mangent du pain et des oignons, tandis que leurs compagnons plus aisés « terminent leur faisan braisé au champagne et en viennent déjà aux jugements et aux travestissements de toutes les affaires importantes ».

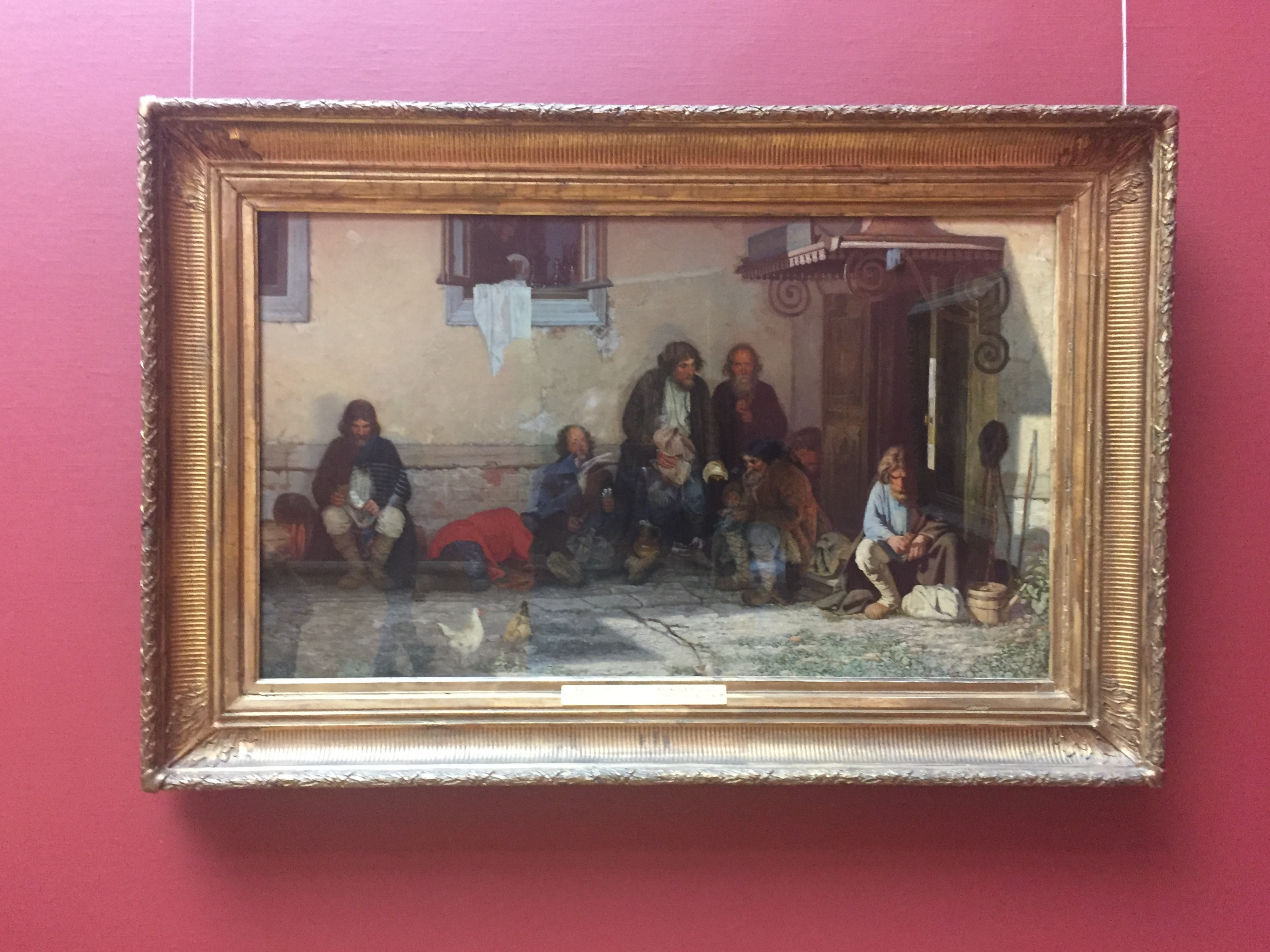
Tableau Le Zemstvo déjeune avec son encadrement à la Galerie Tretiakov.

Le peintre et critique Alexandre Benois, dans son ouvrage Histoire de la peinture russe du XIXe siècle, dont la première édition date de 1902, attribue un rôle clé à Miassoïedov dans l'histoire de l'art figuratif russe non seulement comme instigateur et organisateur des expositions des Ambulants, mais aussi en qualité d'auteur de deux des plus tonitruantes productions des Ambulants : Le Zemstvo déjeune et Lecture de la déclaration de 1861. Benois critique néanmoins la première de ces œuvres : la description du sujet de l'intrigue du Zemstvo déjeune qui implique le sujet de l'inégalité entre les riches et les pauvres, peut, selon lui, servir de modèle de faux style des Ambulants.
Dans sa monographie, publiée en 1971, au sujet de l'œuvre artistique du peintre, Irina Chouvalova écrit que le tableau Le Zemstvo déjeune « est la plus haute réalisation de la carrière artistique de Miassoïedov, la plus significative et la plus importante », et qu'il représente une étape importante dans l'œuvre du peintre. Si l'on considère Le Zemstvo déjeune en même temps qu'une série de toiles des années 1870, comme Les Bateliers de la Volga d'Ilia Répine et Travaux de réparation sur une ligne de chemin de fer de Constantin Savitski, on peut dire que ces œuvres représentent une nouvelle étape dans le développement du genre de peinture réaliste russe. La critique note encore que ce tableau du Zemstvo qui saisit une page importante de la Russie sur la voie des réformes est devenu une partie intégrante du grand et glorieux patrimoine artistique laissé par les Ambulants.
En comparant l'œuvre de Grigori Miassoïedov et celle de Vassili Perov, l'historien d'art Vitali Manine note que le tableau Le Zemstvo déjeune ouvre « la page suivante en matière d'art révélateur ». Selon Manine, « les convictions que Perov apporte directement et sans équivoques » (par exemple dans des œuvres des années 1860 comme La Troïka ou La noyée, Les Adieux au mort, Miassoïedov les montre indirectement, en montrant seulement un côté de la réalité (les paysans pauvres) l'autre apparaissant par simple opposition mentale (les riches mangeant à l'intérieur). Remarquant l'état humiliant de ceux qui attendent dehors la fin du banquet des maîtres ainsi que leur soumission apparente et leur jugement paisible, Manine remarque que « ce projet de vie est prévu sans qu'il n'y ait d'action, il est approfondi seulement sur le plan psychologique ».